# Área metropolitana de Toledo (España)

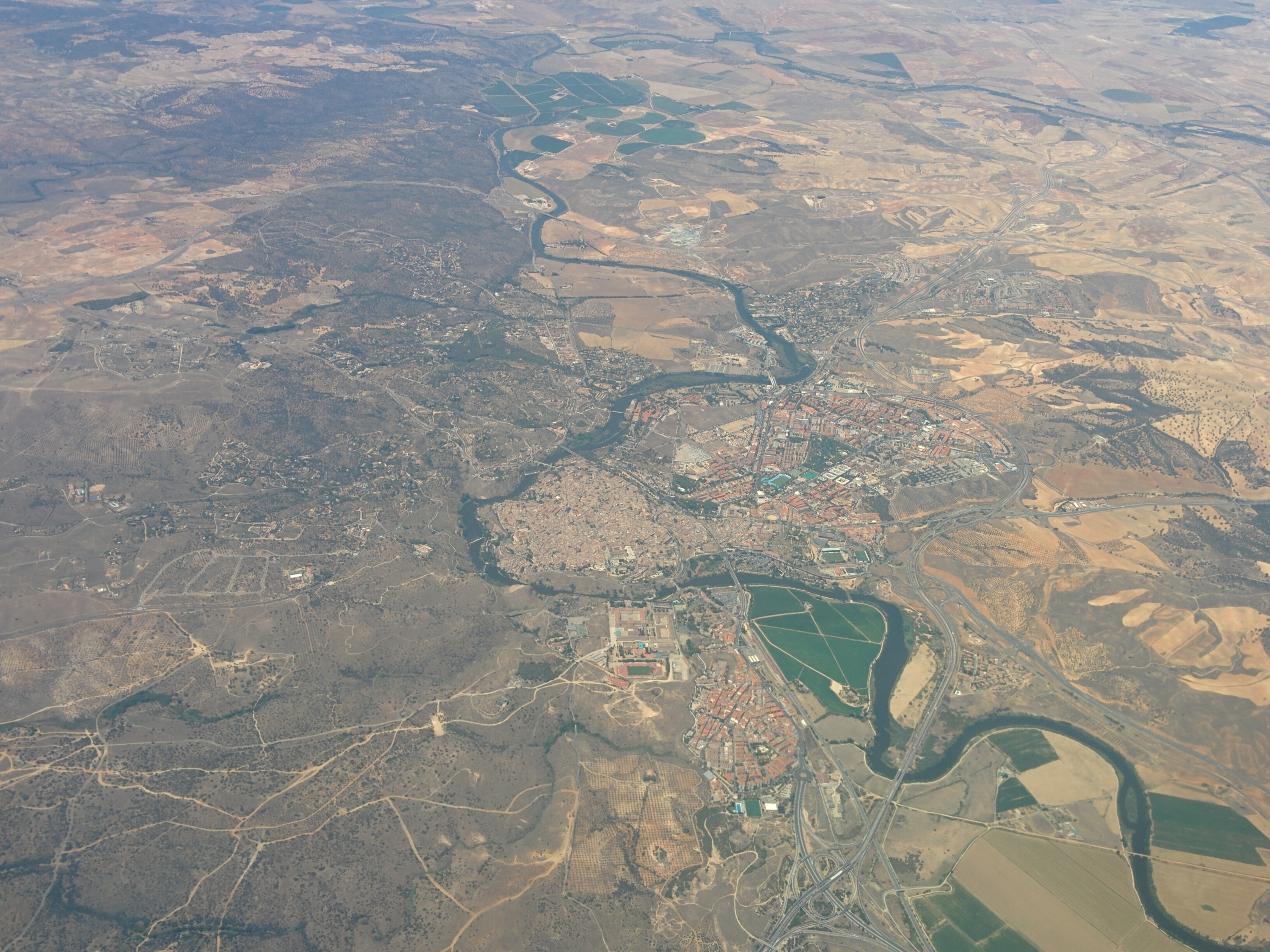
Vista aérea de Toledo y su área metropolitana.

El área metropolitana de Toledo es un conjunto urbano que se extiende alrededor de la ciudad castellanomanchega de Toledo, en el centro de España. No está definida oficialmente, pero sí existen diversas propuestas sobre qué municipios englobaría.
Toledo, por su cercanía a Madrid y su estrecha relación demográfica y económica con ella, muchas veces se engloba en el Área metropolitana de Madrid. Forma parte, por ejemplo, de las coronas más externas del Consorcio Regional de Transportes de Madrid.

## Definiciones

### Proyecto AUDES
El Proyecto AUDES define áreas urbanas para el conjunto de España, entre las que se encontraría el Área Metropolitana de Toledo. Según esta metodología, estaría compuesta por los siguientes municipios:
| Municipio            | Población (2019) | Superficie (km²) | Densidad (hab/km²) |
| -------------------- | ---------------- | ---------------- | ------------------ |
| Toledo               | 84 873           | 231,76           | 366,2              |
| Bargas               | 10 332           | 89,48            | 115,5              |
| Olías del Rey        | 7 880            | 39,94            | 197,3              |
| Argés                | 6 418            | 23,74            | 270,3              |
| Mocejón              | 4 875            | 30,44            | 160,2              |
| Nambroca             | 4 732            | 82,02            | 57,7               |
| Cobisa               | 4 310            | 14,48            | 297,7              |
| Magán                | 3 544            | 29,18            | 121,5              |
| Burguillos de Toledo | 3 172            | 28,49            | 111,3              |
| Villamiel de Toledo  | 873              | 41,68            | 21,0               |
| Layos                | 754              | 18,39            | 41,0               |
| A.M. de Toledo       | 131 763          | 629,6            | 209,3              |

### Ministerio de Fomento
En 2018, el Ministerio de Fomento publicó un catálogo de grandes áreas urbanas en España. Entre ellas está el Área Urbana de Toledo, conformada por los siguientes municipios:
| Municipio            | Población (2019) | Superficie (km²) | Densidad (hab/km²) |
| -------------------- | ---------------- | ---------------- | ------------------ |
| Toledo               | 84 873           | 231,76           | 366,2              |
| Bargas               | 10 332           | 89,48            | 115,5              |
| Olías del Rey        | 7 880            | 39,94            | 197,3              |
| Argés                | 6 418            | 23,74            | 270,3              |
| Nambroca             | 4 732            | 82,02            | 57,7               |
| Cobisa               | 4 310            | 14,48            | 297,7              |
| Burguillos de Toledo | 3 172            | 28,49            | 111,3              |
| Guadamur             | 1 792            | 38,23            | 47,14              |
| A.U. de Toledo       | 123 509          | 548,14           | 225,3              |

### Área Supramunicipal de Transportes de Toledo (ASTRA)
La Junta de Comunidades de Castilla-La Mancha ha llevado a cabo en Toledo y en Guadalajara el llamado Plan ASTRA, cuyo fin era la definición de un área metropolitana de transportes alrededor de estas dos localidades. Este plan fue puesto en marcha en Toledo en 2010 y fue renovado con la Diputación Provincial en 2019. Esta Área Supramunicipal de Transportes comprende los siguientes municipios:
| Municipio            | Población (2019) | Superficie (km²) | Densidad (hab/km²) |
| -------------------- | ---------------- | ---------------- | ------------------ |
| Toledo               | 84 873           | 231,76           | 366,2              |
| Bargas               | 10 332           | 89,48            | 115,5              |
| Olías del Rey        | 7 880            | 39,94            | 197,3              |
| Argés                | 6 418            | 23,74            | 270,3              |
| Mocejón              | 4 875            | 30,44            | 160,2              |
| Nambroca             | 4 732            | 82,02            | 57,7               |
| Cobisa               | 4 310            | 14,48            | 297,7              |
| Burguillos de Toledo | 3 172            | 28,49            | 111,3              |
| ASTRA de Toledo      | 126 592          | 540,35           | 234,3              |

## Transportes

### Carreteras

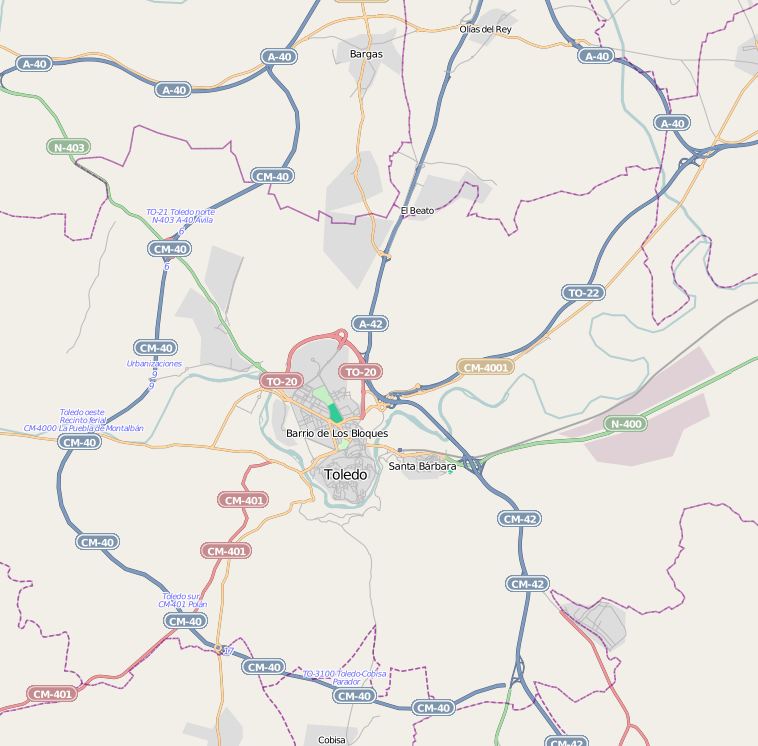
Mapa de carreteras del Área metropolitana de Toledo.

El Área metropolitana de Toledo está comunicada mediante autovías como la A-42, la A-40, la CM-40, la CM-42, la TO-21 o la TO-22. Otras carreteras como la N-400, la N-401, la N-403, la CM-4003 o la CM-4013 también son de importancia para la zona.
|       | Nombre                        | Recorrido                                              |
| ----- | ----------------------------- | ------------------------------------------------------ |
| A-40  | Autovía de Castilla-La Mancha | A-5 – Torrijos – Ocaña – Tarancón – Cuenca             |
| AP-41 | Autopista Madrid-Toledo       | R-5 – Griñón – Illescas – Mocejón – A-40               |
| A-42  | Autovía de Toledo             | Madrid – Parla – Illescas – Toledo                     |
| CM-40 | Ronda Suroeste de Toledo      | Bargas – Argés – Burguillos                            |
| CM-42 | Autovía de los Viñedos        | Nambroca – Consuegra – Alcázar de San Juan – Tomelloso |
| TO-20 | Circunvalación de Toledo      | N-403 – A-42                                           |
| TO-21 | Acceso Oeste a Toledo         | A-40 – TO-20                                           |
| TO-22 | Acceso Este a Toledo          | A-40 – Toledo                                          |

### Autobús
El Área Supramunicipal de Transportes de Toledo (ASTRA) es un plan de la Junta de Castilla-La Mancha para mejorar las comunicaciones en el área metropolitana de Toledo. Fue puesto en marcha en 2010 y da servicio a ocho municipios mediante 28 paradas y 6 líneas de autobús.

#### Líneas diurnas
| Línea    | Recorrido                        |
| -------- | -------------------------------- |
| 1        | Nambroca – Toledo                |
| 2        | Burguillos – Toledo              |
| 3        | Mocejón – Toledo                 |
| 4        | Bargas – Toledo                  |
| 5        | Olías del Rey – Toledo           |
| CIRCULAR | Toledo – Argés – Cobisa – Toledo |

#### Líneas nocturnas
| Línea | Recorrido                                     |
| ----- | --------------------------------------------- |
| N1    | Toledo – Bargas – Olías del Rey               |
| N2    | Mocejón – Toledo                              |
| N3    | Toledo – Argés – Cobisa – Burguillos – Toledo |

### Tranvía
El Tranvía de Toledo es un proyecto de infraestructura ferroviaria urbana del Ayuntamiento de Toledo (Castilla-La Mancha, España) presentado en julio de 2008 a los medios de comunicación.
El recorrido de la línea sería en dirección este-oeste, conectando el barrio de Santa María de Benquerencia con el centro histórico de la ciudad y con parada en la estación de alta velocidad de Toledo, así como en las zonas comerciales de Luz del Tajo y Fusión. Con esta infraestructura se pretende reducir el número de vehículos que acceden al casco antiguo y favorecer la peatonalización del centro. 

### Ferrocarril

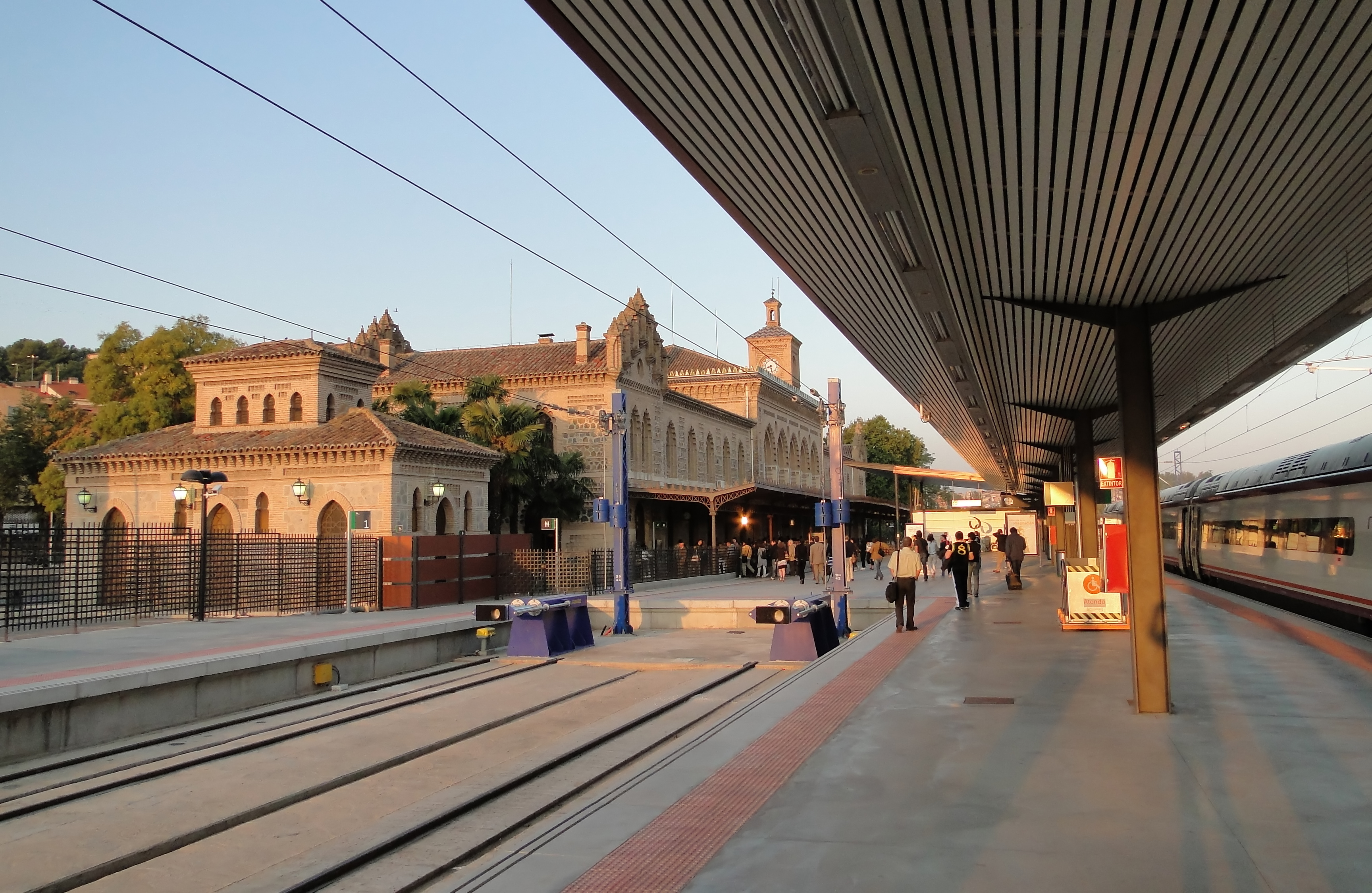
Estación de ferrocarriles de Toledo.

La única estación de tren operativa en el área metropolitana es la de Toledo, que recibe exclusivamente trenes Avant procedentes de Madrid-Atocha.